# 12-фунтовая пушка по Грибовалю
12-фунтовая пушка по Грибовалю —  французская пушка, входившая в систему,  разработанную Жаном Батистом Вакеттом де Грибовалем. Широко использовался во время войн, последовавших за Французской революцией, а также во время наполеоновских войн. Пушка была излюбленным орудием Наполеона; эти пушки он называл своими «красотками».

## Галерея

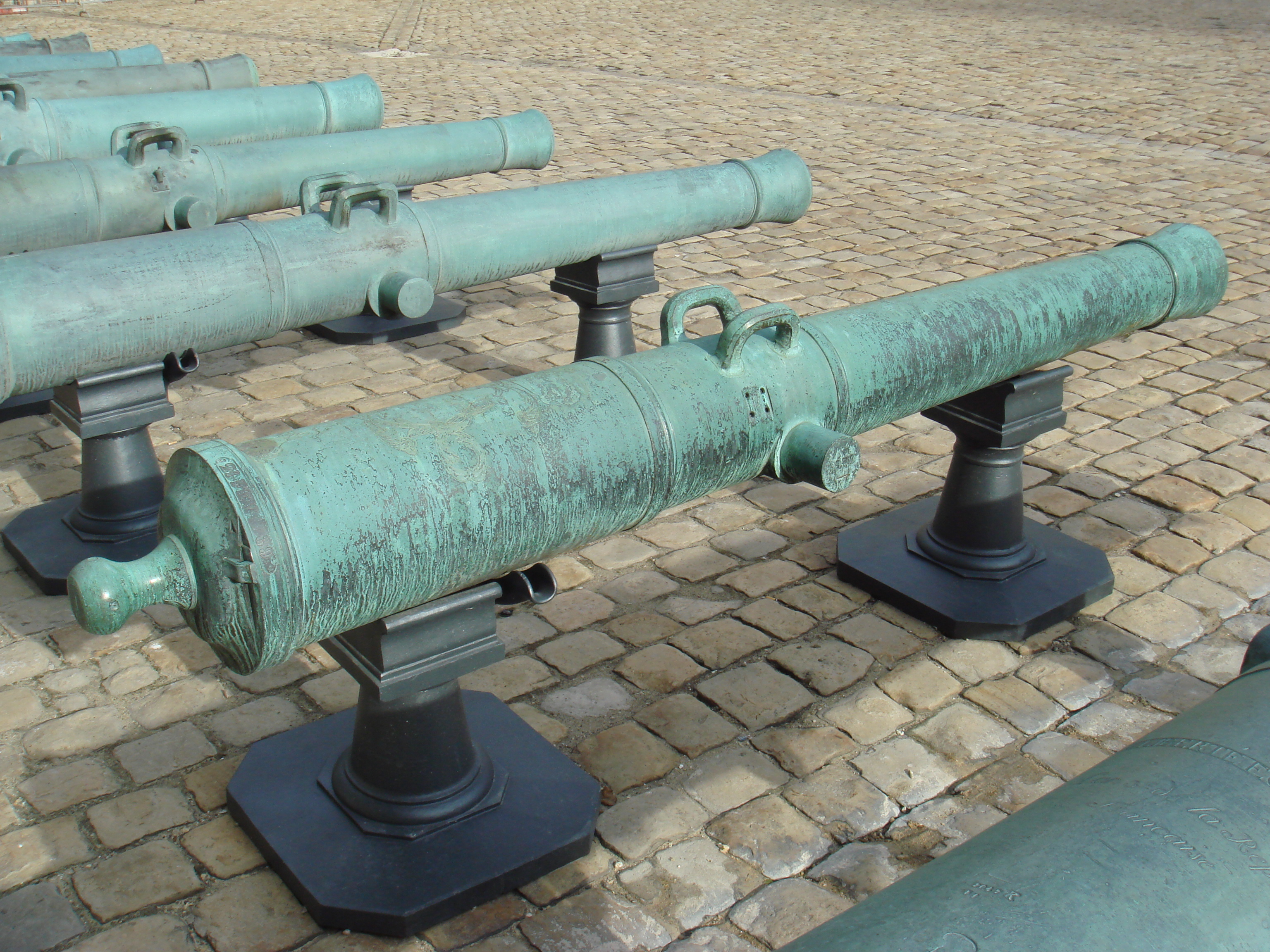
"Сарацин" -- тяжелая пушка 12 по Грибовалю, 1570 kg, 1780. Musée de l'Armée, Париж
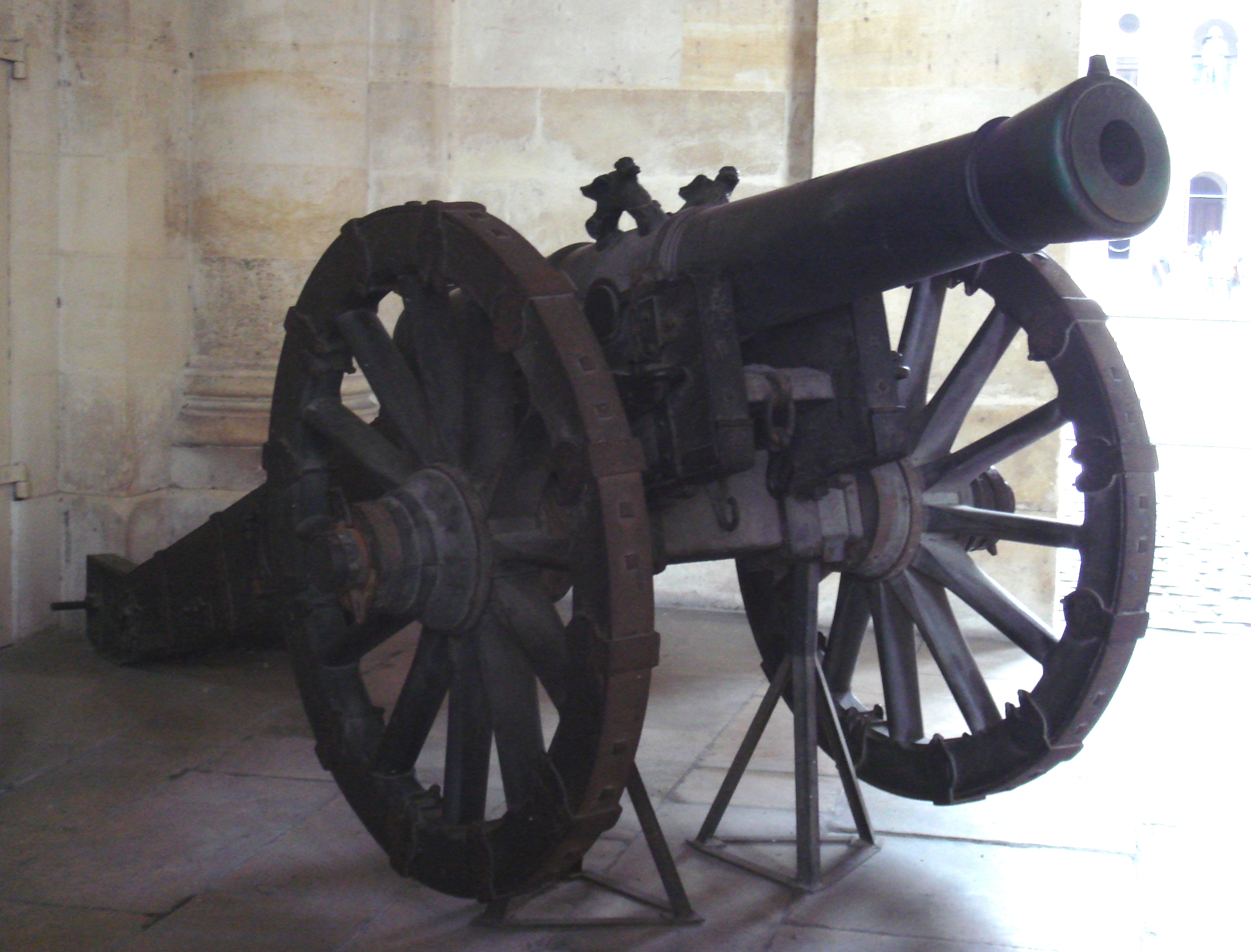
Тяжелая пушка 12 по Грибовалю, Musée de l'Armée, Париж.